# Losonczy Attila
Losonczy Attila (Nagykanizsa, 1974. november 17. –) magyar idegtudós, a Columbia University Medical Center idegtudományi professzora; fő kutatási területe az idegi hálózatok és a viselkedés közötti kapcsolat, különös tekintettel a hippokampuszban történő tanulásra.
Csoportja a térbeli navigáció és az epizodikus tanulás kutatását végzi állatmodellekben, valamint a kognitív emlékezet hiányosságainak patológiáját vizsgálja neurodegeneratív rendellenességek és pszichiátriai rendellenességek, például PTSD és szorongás esetén. Jelenleg[mikor?] kétfoton-mikroszkópiát és kalcium-képalkotást alkalmazó in vivo képalkotó módszerek kifejlesztésén dolgozik, amelyekkel egyszerre több száz hippokampális helysejtet tudatos egerekben térbeli feladatokat végrehajtó hippokampuszban lehet leképezni.

## Tanulmányai
A Pécsi Orvostudományi Egyetemen 1999-ben orvosi diplomát, majd 2004-ben a Semmelweis Egyetem neurobiológiai szakán PhD fokozatot szerzett "A rövid távú szinaptikus plaszticitás mögöttes mechanizmusai azonosított központi szinapszisokban" című, Nusser Zoltán által konzulált disszertációjával.

## Pályafutása
2003-ban Magyarországról az Egyesült Államokba költözött; 2003–2006 között Jeffrey Magee mellett posztdoktori ösztöndíjas volt a Louisiana Állami Egyetemen. 2006-ban Gero Miesenböck posztdoktori ösztöndíjasa volt a Yale Egyetemen.
2007–2009 között a Howard Hughes Orvosi Intézet kutatási szakértőjeként dolgozott, ismét Jeffrey Magee-vel együttműködve. 2009-ben a Columbia Egyetem professzoraként csatlakozott a tanszékhez. 2010 óta a Kavli Institute for Brain Science tagja. 2011-ben Searle-ösztöndíjas lett. 2013-ban elnyerte a NARSAD Young Investigator Award díját. Két egymást követő évben – 2014-ben és 2015-ben – is elnyerte a Nemzeti Egészségügyi Intézet BRAIN Initiative Award díját. Többek között a Science, a Cell, a Nature Neuroscience és a Neuron folyóiratok bírálója. Losonczy és PhD-hallgatója, Matthew Lovett-Barron in vivo képalkotás és optogenetika segítségével feltárta az interneuronok szerepét a félelmi memória kialakulásában a hippokampuszban. Ezen interneuronok inaktiválásával kimutatta, hogy a félelmi emlékek elnyomhatók, és így a kontextuális félelem kondicionálása megakadályozható. Ez a felfedezés jelentős a pszichiátriai rendellenességek, például a poszttraumás stressz zavar mechanizmusának kutatásában.
Losonczy és PhD-hallgatója, Nathan Danielson 2015-ben felfedezte a neurogenezis szerepét a gyrus dentatusban a memóriaképzésben és a mintaszétválasztásban. A vizsgálat elvégzéséhez kétfoton-mikroszkópiával és kalcium-képalkotással képet készített az egér hippokampuszában lévő újszülött szemcsesejtekről, és összehasonlította őket az érett neuronokkal, miközben az egerek finoman különböző kontextusokban utaztak. Korábban egyetlen korábbi munka sem tudta tanulmányozni az újszülött és érett sejtek szerepét a gyrus dentatusban, mivel korábban egyáltalán nem volt lehetséges a gyrus dentatus képalkotása, nemhogy az egyes gyrus dentatus sejtek részletes megfigyelése, mivel az túl mélyen fekszik a középagyban. Ezen akadályok leküzdésére ő és munkatársai több új, egyszerre alkalmazható technikát vezettek be és valósítottak meg, köztük egy miniatűr mikroszkóp beültetését egerek agyába, az egérneuronok genetikai módosítását, hogy azok fluoreszkáljanak, valamint a neuronok egy részhalmazának optogenetikus elnémítását. Ez a felfedezés megcáfolta azt a korábban létező elméletet, hogy az újszülött neuronok új emlékeket hordoznak. Losonczy inkább azt találta, hogy az idősebb sejtek tüzelése lokalizáltabb, az újszülött neuronok pedig válogatás nélkül tüzelnek, és csak idősebb korukban vesznek fel sztereotip tüzelési mintát. Ez arra utal, hogy az ingerlékenyebb újszülött neuronok jobban kódolják az új ingereket, mint az érettebb neuronok. Ez a felfedezés azért jelentős, mert a szorongás, a depresszió és a poszttraumás stresszbetegség feltehetően összefüggésbe hozható a mintaszétválasztás kudarcaival.

## Díjai
- Németh Árpád-díj (1999)
- Pro Scientia Aranyérem (OTDK) (1999)

## Fordítás
- Ez a szócikk részben vagy egészben  az   Attila Losonczy című angol Wikipédia-szócikk ezen változatának fordításán alapul.  Az eredeti cikk szerkesztőit annak laptörténete sorolja fel. Ez a jelzés csupán a megfogalmazás eredetét és a szerzői jogokat jelzi, nem szolgál a cikkben szereplő információk forrásmegjelöléseként.